# دانشگاه ملی ازبکستان
دانشگاه ملی ازبکستان قدیمی‌ترین و بزرگ‌ترین دانشگاه ازبکستان است. این دانشگاه دوازده دانشکده دارد. این دانشگاه در سال ۱۹۱۸ با نام دانشگاه مردمِ ترکستان با ۱۲۰۰ نفر دانشجو بنیان‌گذاری شد. در سال ۱۹۲۰ با نام دانشگاه دولتی ترکستان نامیده شد و در سال ۱۹۲۳ نامش به دانشگاه دولتی آسیای مرکزی دگرگون شد. این نام تا پایان دههٔ ۱۹۵۰ بر روی این دانشگاه ماند. در سال ۱۹۶۰، نام آن به دانشگاه دولتی تاشکند لنین دگرگون شد. با استقلال یافتن ازبکستان این دانشگاه، دانشگاه ملی ازبکستان نامیده شد.
در طول جنگ جهانی دوم، بسیاری از دانشگاهیان از نقاط غربی اتحاد جماهیر شوروی به آسیای مرکزی، بخصوص بخاطر ساختِ اروپایی گونهٔ تاشکند و تعداد زیاد روس زبانان این شهر، به این شهر رفتند. گروهی از استادهای دانشگاه در اعتراض به اینکه از تاشکند منتقل شدند اعتصاب کردند. این دانشگاه دوازده دانشکده دارد.

## فارغ التحصیلان نامور
- الیور کریموف
- رشید قدیروف
- مایمول احسن خان[۲]
- جهانگیر ممدوف

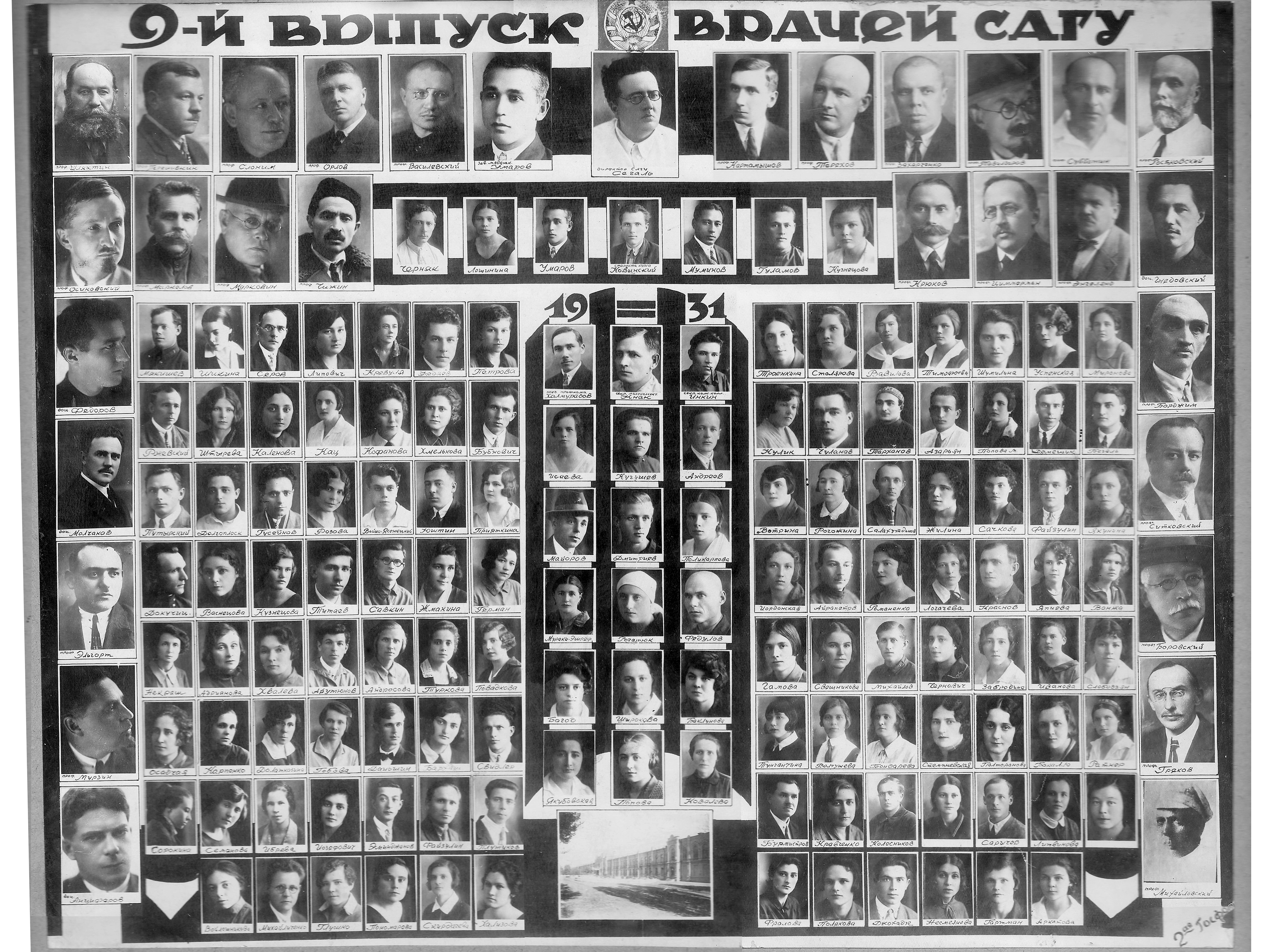
فارغ التحصیلان دانشگاه ملی ازبکستان، ژوئن ۱۹۳۱‏

- ولادیمیر واپنیک، توسعه دهندهٔ از ماشین بردار پشتیبان